# Consejo Legislativo del Estado Miranda
El Consejo Legislativo del Estado Bolivariano de Miranda es el órgano del poder legislativo regional del estado Miranda de Venezuela.
El concejo es unicameral y está compuesto por quince (15) diputados o legisladores regionales que son electos cada 4 años, bajo un sistema mixto de representación, por un lado se eligen un grupo de diputados por lista bajo el método D'Hont a nivel estatal y por otro lado se eligen por voto directo candidatos nominales por circunscripción definida, pudiendo ser reelegidos para nuevos períodos consecutivos, y con la posibilidad de ser revocados a la mitad de su período constitucional.

## Sede
El Palacio Legislativo del Estado Miranda y sede de las sesiones del consejo se encuentra en la calle Guaicaipuro de Los Teques, ciudad capital del Estado Miranda.

## Funciones
La Cámara elige de su seno, una Junta Directiva integrada por un Presidente y un Vicepresidente, adicionalmente se elige a un Secretario fuera de su seno. Al igual que en la Asamblea Nacional, el Parlamento regional conforma Comisiones permanentes de trabajo que se encargan de analizar los diferentes asuntos que las comunidades plantean, ejerciendo la vigilancia de la administración del Estado con el auxilio de la Contraloría General del Estado, así como la discusión y aprobación de los presupuestos de la cámara y del poder ejecutivo.
Las funciones de los consejos legislativos regionales de Venezuela se detallan en la Ley Orgánica de los Consejos Legislativos de los Estados publicada en Gaceta Oficial de la República Bolivariana de Venezuela del 13 de septiembre de 2001

## Composición de la VI Legislatura
En las elecciones regionales del 21 de noviembre de 2021 se definieron los cargos para gobernadores, diputados de los consejos legislativos, alcaldes y concejales municipales. La VI legislatura, instalada el 10 de enero de 2022, se compone de diputados de cinco partidos políticos agrupados en dos grandes grupos o alianza dados los resultados de las elecciones:
| Elecciones Regionales de Venezuela 2021 Voto Lista (listas estatales)                                                                            |                                              |                                         |         |        |           |           |
| Partido | Partido                                      | Cabeza de Lista                         | Votos   | Votos  | Diputados | Diputados |
| | Gran Polo Patriótico (PSUV + PPT + UPV + AC) | Jhonatan Sayago                         | 414,180 | 46.78% | 5         | 4         |
| | Fuerza Vecinal                               | Félix Freites                           | 301,771 | 34.09% | 4         | 4         |
| | Mesa de la Unidad Democrática                | Hugo Ruiz (renuncia)                    | 57,766  | 6.52%  | 0         | ---       |
| | Alianza Democrática                          | Myriam Do Nascimento                    | 50,620  | 5.72%  | 0         | ---       |
| | Otros Partidos                               | ---                                     | 60,984  | 6,88%  | 0         | ---       |
| Voto Nominal (resultado de la suma de las circunscripciones del Estado Miranda, y de las cuales, en una se se votan por dos diputados nominales) |                                              |                                         |         |        |           |           |
| Partido | Partido                                      | Partido                                 | Votos   | Votos  | Diputados | Diputados |
| | Gran Polo Patriótico (PSUV + PPT + UPV)      | Gran Polo Patriótico (PSUV + PPT + UPV) | 545,732 | 50.43% | 5         | 1         |
| | Fuerza Vecinal                               | Fuerza Vecinal                          | 366,219 | 33.84% | 1         | 1         |
| | Mesa de la Unidad Democrática                | Mesa de la Unidad Democrática           | 65,513  | 6.05%  | 0         | ---       |
| | Alianza Democrática                          | Alianza Democrática                     | 83,125  | 7.68%  | 0         | ---       |
| | Otros Partidos                               | Otros Partidos                          | 21,634  | 1.99%  | 0         | ---       |

Los Grupos Parlamentarios del Consejo Legislativo del Estado Miranda se organizan en dos grandes alianzas:
| Alianza / Partido Político         | Alianza / Partido Político            | Diputados |
| ---------------------------------- | ------------------------------------- | --------- |
| Gran Polo Patriótico Simón Bolívar | Gran Polo Patriótico Simón Bolívar    | 10        |
|                                    | Partido Socialista Unido de Venezuela | 7         |
|                                    | UPV                                   | 1         |
|                                    | PPT                                   | 1         |
|                                    | AC                                    | 1         |
| Fuerza Vecinal                     | Fuerza Vecinal                        | 5         |
|                                    | Fuerza Vecinal                        | 5         |

Los legisladores actuales (VI Legislatura) son los siguientes:
| Alianza / Grupo Parlamentario | Alianza / Grupo Parlamentario      | Diputado | Diputado               | Diputado                        | Origen de Elección         | Cargo en el Consejo Legislativo |
| ----------------------------- | ---------------------------------- | -------- | ---------------------- | ------------------------------- | -------------------------- | ------------------------------- |
|                               | Gran Polo Patriótico Simón Bolívar |          |                        | Jhonatan Sagayo                 | Lista                      | Diputado                        |
|                               | Gran Polo Patriótico Simón Bolívar |          | Gillbert Pérez         | Lista                           | Diputado                   |                                 |
|                               | Gran Polo Patriótico Simón Bolívar |          | Isaura Pérez           | 1                               | Diputado                   |                                 |
|                               | Gran Polo Patriótico Simón Bolívar |          | Joan Contreras         | 4                               | Presidente del Consejo     |                                 |
|                               | Gran Polo Patriótico Simón Bolívar |          | Carmen Siberio         | 5                               | Diputado                   |                                 |
|                               | Gran Polo Patriótico Simón Bolívar |          | Víctor Gómez           | 5                               | Diputado                   |                                 |
|                               | Gran Polo Patriótico Simón Bolívar |          | Gustavo Prieto         | 3                               | Diputado                   |                                 |
|                               | Gran Polo Patriótico Simón Bolívar |          | Érika Rojas            | Lista                           | Vicepresidenta del Consejo |                                 |
|                               | Gran Polo Patriótico Simón Bolívar |          | Ciro Vladimir León     | Lista                           | Diputado                   |                                 |
|                               | Gran Polo Patriótico Simón Bolívar |          | Pedro Key              | Lista                           | Diputado                   |                                 |
|                               | Fuerza Vecinal                     |          |                        | Francisco Oswaldo Pérez Infante | Lista                      | Diputado                        |
|                               | Fuerza Vecinal                     |          | Félix Freites          | Lista                           | Diputado                   |                                 |
|                               | Fuerza Vecinal                     |          | Luis Guerra Oropeza    | Lista                           | Diputado                   |                                 |
|                               | Fuerza Vecinal                     |          | Víctor Pérez Hernández | Lista                           | Diputado                   |                                 |
|                               | Fuerza Vecinal                     |          | Michele Villeville     | 2                               | Diputado                   |                                 |

## Legislaturas Previas

### I Legislatura (2000-2004)[3]
En las elecciones del 30 de julio de 2000, es electo el gobernador Enrique Mendoza, quien logra a través de su partido, Electores de Miranda, conjuntamente con Primero Justicia y Copei, la mayoría de la cámara legislativa. El Movimiento Quinta República, como oposición al Gobernador del Estado, logra posicionarse como segunda fuerza del estado.
| Alianza / Partido Político | Alianza / Partido Político | Diputados |
| -------------------------- | -------------------------- | --------- |
| Coordinadora Democrática   | Coordinadora Democrática   | 10        |
|                            | Electores de Miranda       | 6         |
|                            | Primero Justicia           | 3         |
|                            | Copei                      | 1         |
| Revolución Bolivariana     | Revolución Bolivariana     | 5         |
|                            | Movimiento V República     | 5         |

### II Legislatura (2004-2008)[4]
Para las elecciones regionales de octubre de 2004, Primero Justicia se posiciona como la primera fuerza política del estado conjuntamente con el Movimiento Quinta República (MVR), alcanzando 5 legisladores cada uno. Sin embargo, Podemos (partido aliado al MVR) logra obtener 4 diputados, logrando en alianza la mayoría simple de la cámara y favoreciendo al gobernador electo del estado Diosdado Cabello (MVR)
| Alianza / Partido Político | Alianza / Partido Político | Diputados |
| -------------------------- | -------------------------- | --------- |
| Coordinadora Democrática   | Coordinadora Democrática   | 6         |
|                            | Primero Justicia           | 5         |
|                            | Copei                      | 1         |
| Revolución Bolivariana     | Revolución Bolivariana     | 9         |
|                            | Movimiento V República     | 5         |
|                            | Podemos                    | 4         |

### III Legislatura (2008-2012)[5]
En las elecciones regionales realizadas el 23 de noviembre de 2008, Henrique Capriles Radonski logra la gobernación del estado con el apoyo de la alianza Mesa de la Unidad Democrática (alianza opositora al gobierno nacional de Hugo Chávez), la cual alcanza la mayoría simple al obtener 8 de los 15 escaños de la cámara. El Partido Socialista Unido de Venezuela (ex MVR) sólo alcanza 7 diputaciones y se convierte en la oposición al Gobernador dentro del Estado Miranda.
| Alianza / Partido Político    | Alianza / Partido Político            | Diputados |
| ----------------------------- | ------------------------------------- | --------- |
| Mesa de la Unidad Democrática | Mesa de la Unidad Democrática         | 8         |
|                               | Primero Justicia                      | 3         |
|                               | Copei                                 | 2         |
|                               | Un Nuevo Tiempo                       | 3         |
| Polo Patriótico               | Polo Patriótico                       | 7         |
|                               | Partido Socialista Unido de Venezuela | 7         |

Su Presidente en este periodo fue Michel Ferrandina Diputado por Copei y su VicePresidente Richard Guevara Diputado por Primero Justicia.

### IV Legislatura (2013-2017)[6]
En las elecciones regionales realizadas el 16 de diciembre de 2012, Henrique Capriles Radonski de la Mesa de la Unidad Democrática es reelecto a la Gobernación del Estado. Sin embargo, la MUD no logra controlar la mayoría de la cámara al alcanzar sólo 7 curules. En cambio la alianza del Gran Polo Patriótico (principalmente sustentada por el Partido Socialista Unido de Venezuela y opositora al Gobernador del Estado) logra obtener la mayoría simple de los diputados del Estado Miranda.
| Alianza / Partido Político    | Alianza / Partido Político            | Diputados |
| ----------------------------- | ------------------------------------- | --------- |
| Mesa de la Unidad Democrática | Mesa de la Unidad Democrática         | 7         |
|                               | Primero Justicia                      | 3         |
|                               | Un Nuevo Tiempo                       | 2         |
|                               | Copei                                 | 1         |
|                               | Acción Democrática                    | 1         |
| Polo Patriótico               | Polo Patriótico                       | 8         |
|                               | Partido Socialista Unido de Venezuela | 8         |

La presidencia de esta legislatura fue Aurora Morales (PSUV) y como Vicepresidente, Thais Oquendo (PSUV)

### V Legislatura (2018-2022)[7]
En las elecciones regionales realizadas el 15 de octubre de 2017, resulta electo el gobernador Héctor Rodríguez de la alianza del Gran Polo Patriótico Simón Bolívar. Esta alianza, en las elecciones de concejos legislativos realizada el 20 de mayo de 2018, logra ganar todos los curules de la cámara, siendo éste un hecho inédito en el Consejo Legislativo del Estado, explicado principalmente por la decisión de los principales partidos políticos, opositores al gobierno de Nicolás Maduro, de no participar en las elecciones.
| Alianza / Partido Político | Alianza / Partido Político            | Diputados |
| -------------------------- | ------------------------------------- | --------- |
| Polo Patriótico            | Polo Patriótico                       | 15        |
|                            | Partido Socialista Unido de Venezuela | 15        |

Aurora Morales continúa como presidenta de la cámara en la V Legislatura.